# Maksim-Gorkiy-Klasse
Die Flusskreuzfahrtschiffe der Maksim-Gorkiy-Klasse (russisch Максим Горький, dt. Transkription: Maxim Gorki), welche auch als Projekt Q-040 bekannt war, sind fluss- und kanalgängige Binnenpassagiermotorschiffe großer Bauart. Die Klasse ist benannt nach dem ersten Schiff der Klasse, das den Namen des russischen Schriftstellers Maxim Gorki trägt.

## Geschichte
Die Flusskreuzfahrtschiffsserie wurde im Jahre 1974 hergestellt. Die Österreichische Schiffswerften AG in Korneuburg (Österreich) baute Schiffe des eigenen Entwurfs. Die Namensgebung war auf zwei bedeutende Schriftsteller begrenzt. Eingesetzt waren die Schiffe auf der Wolga.

## Technik
In den 1990er Jahren wurden die Schiffe modernisiert und für neue Verhältnisse umgebaut. Da die Schiffe auch Ziele in nordwestlichen Seen Russlands hatten, wurden diese Schiffe auch mit GPS- und modernen Radarsystemen ausgerüstet. Die Schiffe verfügen über einen Dieselantrieb mit zwei Hauptmotoren 6ChRN 36/45 G-60.

## Ausstattung
Alle komfortablen 1-, 2- und 3-Bett-Kabinen sind ausgestattet mit Klimaanlage, Kühlschrank, Dusche und WC, 220-V-Anschluss und haben große Fenster.
An Bord befinden sich u. a. ein Restaurant, zwei Bars, ein Kiosk, ein Konferenzsaal, Musik- und Fernsehsalon, ein Telefon für internationale Verbindungen, Solarium, Sauna, Swimming-Pool und Fitnessraum.

## Liste der Schiffe Projekt Q-040 in der Ursprungs- und englischen Sprache
In der Liste ist der Ursprungsname des Flusskreuzfahrtschiffes angegeben, die anderen Namen stehen in Klammern in chronologischer Reihenfolge:
Flusskreuzfahrtschiffe des Projekts Q-040:
| Schiffe der Maksim-Gorkiy-Klasse | Schiffe der Maksim-Gorkiy-Klasse | Schiffe der Maksim-Gorkiy-Klasse |
| lfd. Nr.                         | Originaler Ursprungsname         | englische Version                |
| -------------------------------- | -------------------------------- | -------------------------------- |
| 1                                | Максим Горький                   | Maksim Gorkiy                    |
| 2                                | Александр Пушкин                 | Aleksandr Pushkin                |

## Übersicht
| Schiffe der Maksim-Gorkiy-Klasse | Schiffe der Maksim-Gorkiy-Klasse | Schiffe der Maksim-Gorkiy-Klasse | Schiffe der Maksim-Gorkiy-Klasse | Schiffe der Maksim-Gorkiy-Klasse | Schiffe der Maksim-Gorkiy-Klasse | Schiffe der Maksim-Gorkiy-Klasse | Schiffe der Maksim-Gorkiy-Klasse |
| Baumonat und -jahr               | Baunummer                        | Bild                             | Name                             | erste Reederei                   | Heimathafen                      | Flagge                           | Umbenennungen und Verbleib       |
| -------------------------------- | -------------------------------- | -------------------------------- | -------------------------------- | -------------------------------- | -------------------------------- | -------------------------------- | -------------------------------- |
| April 1974                       | K704                             |                                  | Maksim Gorkiy                    | Wolga-Reederei                   | Gorki → Nischni Nowgorod         | →                                | Nr. 019376 (RRR)                 |
| Oktober 1974                     | K705                             |                                  | Aleksandr Pushkin                | Wolga-Reederei                   | Gorki → Nischni Nowgorod         | →                                | Nr. 019377 (RRR)                 |